# استفانو مایورانو
استفانو مایورانو (انگلیسی: Stefano Maiorano؛ زادهٔ ۳۰ اوت ۱۹۸۶) بازیکن فوتبال اهل ایتالیا است.
از باشگاه‌هایی که در آن بازی کرده‌است می‌توان به باشگاه فوتبال سورنتو کالچو اشاره کرد.